# Interessengemeinschaft deutschsprachiger Autoren
Die Interessengemeinschaft deutschsprachiger Autoren e. V. (IGdA) ist eine länderübergreifende Vereinigung mit dem Zweck und Ziel, durch Tagungen und verbandseigene Publikationen die literarische Tätigkeit ihrer Mitglieder zu fördern.
Der im Mai 1967 in Hannover von Rudolf Descher gegründete Verband veranstaltet jährlich, jeweils an einem wechselnden Austragungsort, eine mehrtägige Jahreshauptversammlung und verleiht bei diesen Treffen seit 1985, zunächst jährlich und seit 2017 im Zwei-Jahres-Zyklus, die Rudolf-Descher-Feder an verdienstvolle Mitglieder der Vereinigung und deren literarisches Schaffen. Vorstandsmitglieder sind während ihrer Amtszeit von der Preisverleihung ausgenommen.
2015 und 2017 wurde von der IGdA ein Jungautorenpreis verliehen und unter dem Titel Feuertanz der Poesie ein literarischer Almanach herausgegeben. Dreimal pro Jahr erscheint die Verbandszeitschrift IGdA-aktuell: Zeitschrift für Literatur, Kunst und Kritik.

## Preisträger der Rudolf-Descher-Feder (gestiftet seit 1985)
- 1985 Gerhard Zipperling
- 1986 Georg Ihmann
- 1987 Dietmut Krauss
- 1988 Grete Wassertheurer
- 1989 Hermann Kuprian
- 1990 Barbara Suchner
- 1991 Hans Faber-Perathoner
- 1992 (nicht verliehen)
- 1993 Jutta Makowsky
- 1994 Peter Biqué
- 1995 Johanna Jonas-Lichtenwallner
- 1996 Ursula Student
- 1997 Helmfried Knoll
- 1998 Hermann Wischnat
- 1999 Magda Nell
- 2000 Karl-Hermann Schneider
- 2001 Regine Lotz-Albach
- 2002 Gabriele von Hippel-Schäfer
- 2003 Liane Presich-Petuelli
- 2004 Brigitta Weiss
- 2005 Hilde Peyr-Höwarth
- 2006 Anant Kumar
- 2007 Ernest-Edmund Keil
- 2008 Luitgard Kasper-Merbach
- 2009 Gabriella Hühn-Keller
- 2010 Renate Weidauer
- 2011 Cordula Scheel
- 2012 (nicht verliehen)
- 2013 Helga Thomas
- 2014 Eckhard Erxleben
- 2015 Franz Preitler
- 2016 Mario Andreotti
- 2017 Rüdiger Heins
- 2019 (nicht verliehen)
- 2021 Othmar Seidner